# Васешти (Алба)
Васешти (рум. Văsești) насеље је у Румунији у округу Алба у општини Видра. Општина се налази на надморској висини од 844 m.

## Становништво
Према подацима из 2002. године у насељу је живело 42 становника, од којих су сви румунске националности.